# المكاسب (كتاب)
المكاسب أو مكاسب أو االمعاملات هو كتاب شرعي للشيعة الإثني عشرية يتكون من مجلدين للقانون التجاري الإسلامي كتبه مرتضى الأنصاري في الفقه. ظل المكاسب كتابًا دراسيًا رئيسيًا في الحوزة العلمية الحديثة. يُدرّس كتاب المكاسب والعمل البارز لأخوند الخراساني كفاية الأصول في الفصول المتقدمة في المعاهد الدينية. ويعتبر الكتاب أحد مصادر فحص مجلس خبراء القيادة.

## مؤلف
كان الشيخ مرتضى الأنصاري (المولود عام 1781بدزفول - والمُتوفى عام 1864 بالنجف) من أكثر علماء الشيعة تأثيرًا في القرن التاسع عشر. درّب الأنصاري أكثر من ألف طالب، وكان أحد الباحثين الشيعة الرواد في أواخر فترة الدولة القاجارية. أصبح الأنصاري بعد محمد حسن النجفي المرجع العام للشيعة. يعتبر كتاب المكاسب وفريد الأصول أهم كتبه، ويستخدمان ككتب دراسية عن الشريعة الشيعية.

## مفهوم الكتاب
نقسم الكتاب إلى ثلاثة أقسام؛ يتكلم القسم الأول عن المعاملات المحرمة، والثاني عن البيع، والثالث حول الخيارات في البيع. ويخصص نهاية الكتاب لموضوعات أخرى مثل التقية والإرث والرضاع.

## التعليقات
كان كتاب المكاسب موضوع شروح للشيخ عباس قمي، وأخوند الخراساني، ومحمد حسين نعيني، وآغا ضياء الدين أراغي، وميرزا أبو الحسن أزاربيجاني مشكيني، والشيخ موسوي خنساري.

## الطبعات
اكتملت الطبعة الأولى من الكتاب في طهران عام 1886-. واكتملت الطبعة الثانية في قم، أما الطبعة الأخيرة والشائعة (غير المكتملة) فقد كتبها محمد كلانطار في خمسة مجلدات في النجف عام 1972.

### الطبعات المصححة
توجد العديد من الطبعات المصححة لكتاب المكاسب. نشر حزب الشيخ الأنصاري إحدى هذه الطبعات. نُشِر المجلد الأول بحلول عام 1415 هـ، وُنشرت المجلدات الأخرى وهي المجلدات من 2 إلى 6 تدريجيًا حتى عام 1420 هـ. خرجت النسخة المصححة باستخدام نسخة مخطوطة واحدة وستة نسخ مطبوعة. نشر حسين عمرو الله ومحمد رضا فقير نسخة مصححة أخرى صادرة عن معهد النشر الإسلامي في قم.